# 志銳
志銳（1852年—1911年），字伯愚，一字公颖，齋號廓軒，署名窮塞主人，清朝政治人物，他他拉氏，满洲镶红旗人（亦记为正红旗人），陕甘总督裕泰之孙。進士出身，官至伊犁將軍，辛亥革命時被革命黨人杀死。

## 生平
光緒二年（1876年），鄉試中舉（时隶镶红旗满洲舒昌佐领下）。光緒六年（1881年），登進士；同年五月，改翰林院庶吉士。光緒九年（1883年）四月，散館，授翰林院編修，升侍讀。
光緒十五年（1891年），任詹事府詹事。光緒二十年，升任禮部右侍郎、會試朝考閱卷大臣、烏里雅蘇台參贊大臣。光緒二十五年，任伊犁領隊大臣。光緒三十二年，任甯夏副都統。宣統二年（1910年），任杭州將軍。次年，改伊犁將軍，加尚书衔。到任不久，即发生辛亥革命，伊犁协统杨缵绪率军起义。结果志锐被枪杀。事闻，追赠太子少保，谥文贞。著有《廓轩竹枝词》（宣统二年印本）。

## 家庭
- 始祖额尔古达。
- 太高祖五达色。妻伊尔根觉罗氏。
- 高祖全保。妻李佳氏。
- 曾祖萨朗阿，乾隆五十七年（1792）壬子科翻译举人，吏部文选司主事。妻李氏。
- 祖父庄毅公裕泰，湖廣、陜甘總督。
- 父長敬，重慶府知府。母赫舍里氏（父镶蓝旗满洲、户部右侍郎、正红旗满洲副都统书元）。养父胞叔长善。
- 胞兄志钧（字仲魯），光緒九年癸未（1883）科進士（二甲第二名）。
- 堂妹系光绪帝瑾妃和珍妃，其父禮部侍郎长叙。
- 妻李氏。其父內務府正白旗汉军、道光甲辰科举人李慶會（字際雲），母索綽絡氏（父正白旗满洲、嘉庆庚午科举人觀瑞，伯祖父乾隆丁巳恩科進士觀保）；胞姊李氏，嫁咸豐己未科進士、镶白旗宗室常珩；姑母李氏，嫁内务府正白旗汉军、内务府庆丰司员外郎兼镶黄旗公中佐领尚氏纯嘏（其子道光戊戌（1838）进士延恒、道光庚子（1840）进士延愷；孙女尚氏，与正蓝旗汉军进士胡俊章家族联姻）。李慶會从堂侄繼昌，光緒三年（1877年）进士。

## 著作
志锐是清代重要的竹枝词大家，有《廓轩竹枝词》，是清代文人边疆竹枝词的代表作之一，也为清代蒙古地区的政治、经济、文化提供了史料。

## 延伸阅读
[在维基数据编辑]
 《清史稿/卷470》，出自趙爾巽《清史稿》
 在维基共享资源阅览影像